# Pacov (Městečko Trnávka)
Pacov (německy Putzendorf) je malá vesnice, část obce Městečko Trnávka v okrese Svitavy. Nachází se asi 2,5 km na jihozápad od Městečka Trnávky. V roce 2009 zde bylo evidováno 30 adres. V roce 2001 zde trvale žilo 66 obyvatel.
Pacov leží v katastrálním území Pacov u Moravské Třebové o rozloze 5,14 km2. V katastrálním území Pacov u Moravské Třebové leží i Ludvíkov.

## Název
Původní název vesnice zněl Batzendorf, v jeho první části bylo Batz - "hrouda". Název patrně označoval vesnici na hroudovité, špatně obdělatelné půdě. Od 17. století se německé jméno zapisovalo v podobě Putzendorf, která vznikla přichýlením původního jména k putzen - "čistit". České jméno Pacov se vyvinulo z německého, doloženo je od konce 15. století.

## Historie
První písemná zmínka o obci pochází z roku 1308.

## Pamětihodnosti
- Pomník padlých rudoarmějců na návsi

## Galerie

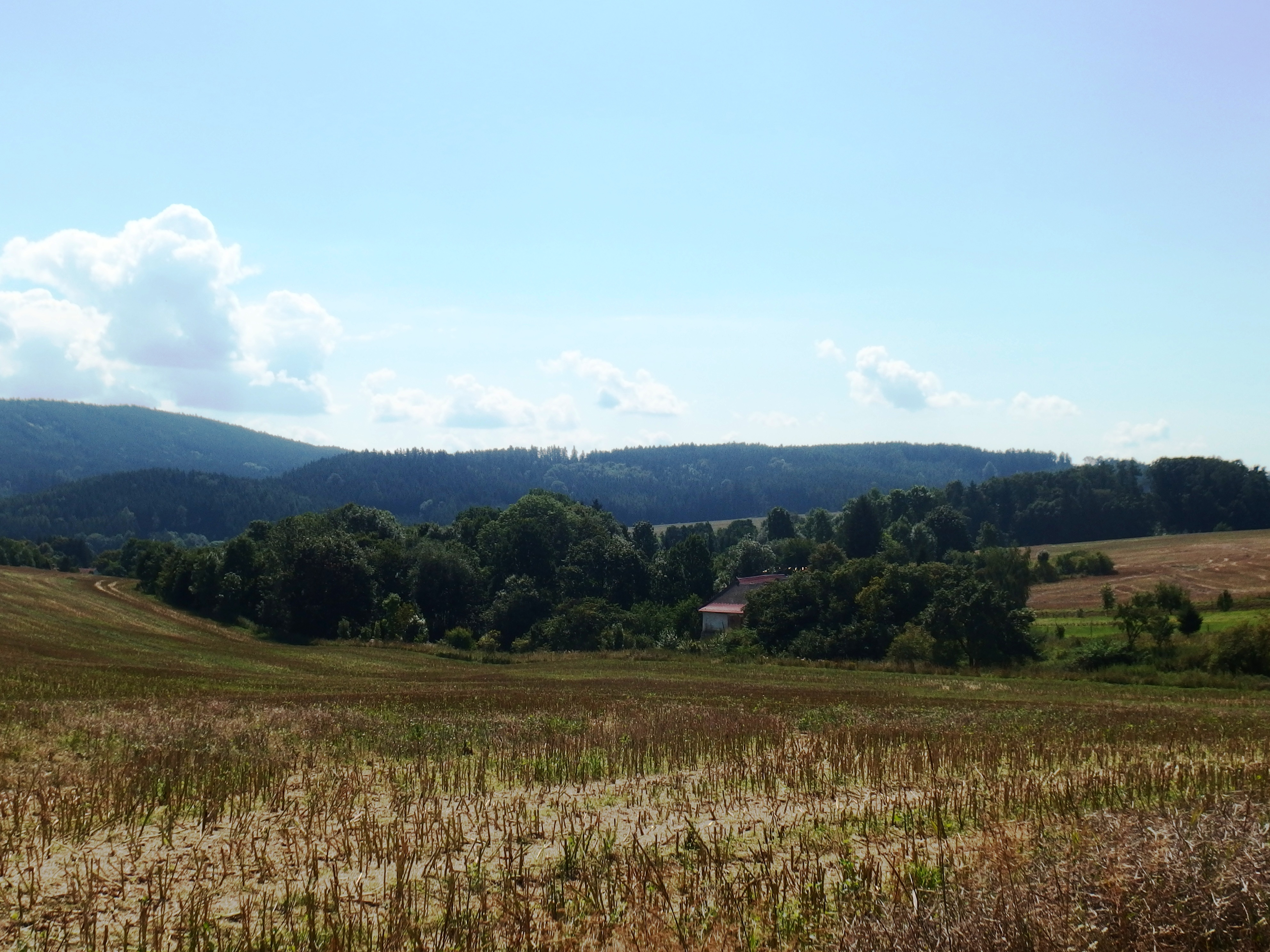
Pohled dolů k vesnici
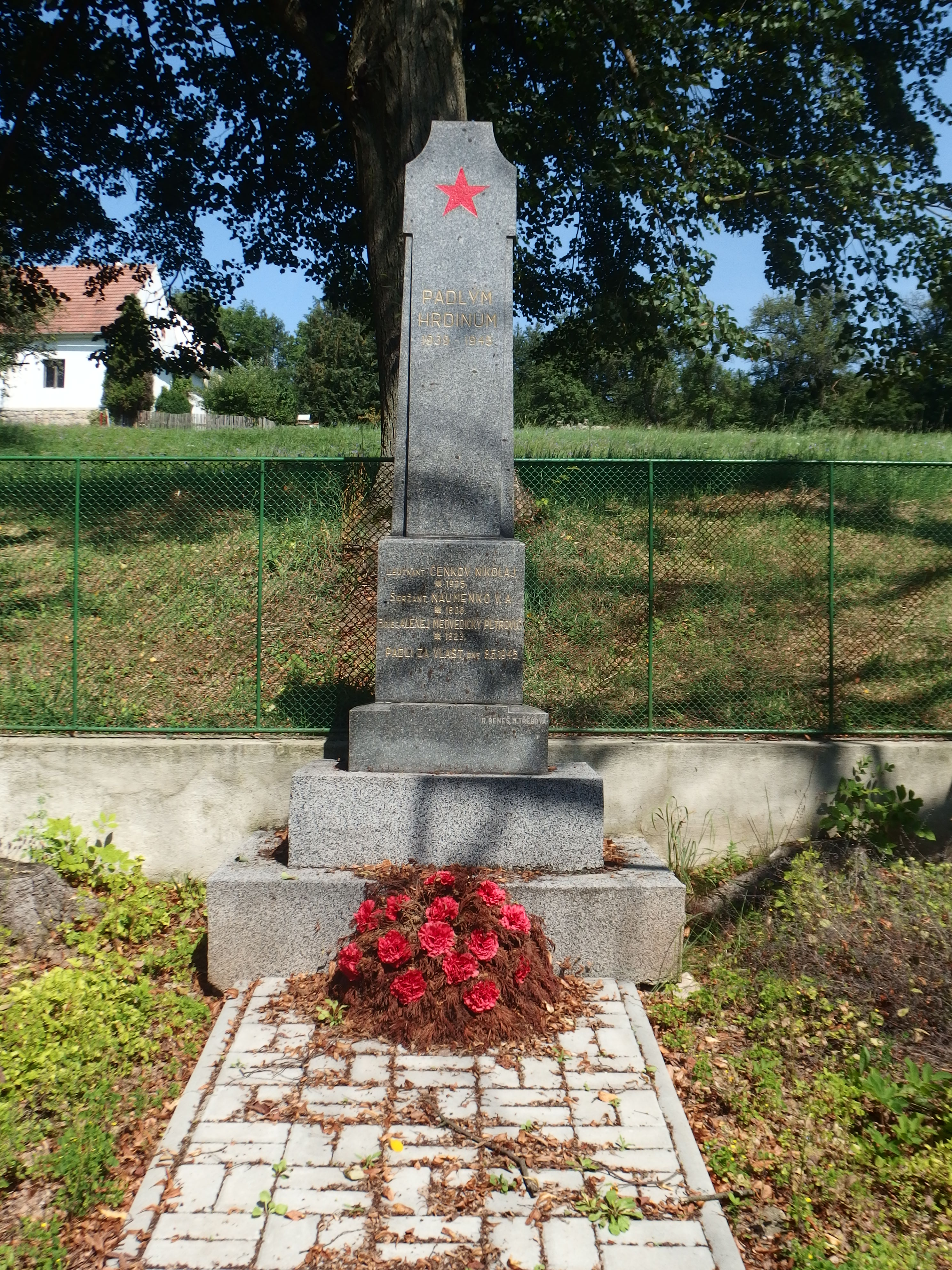
Pomník rudoarmějcům
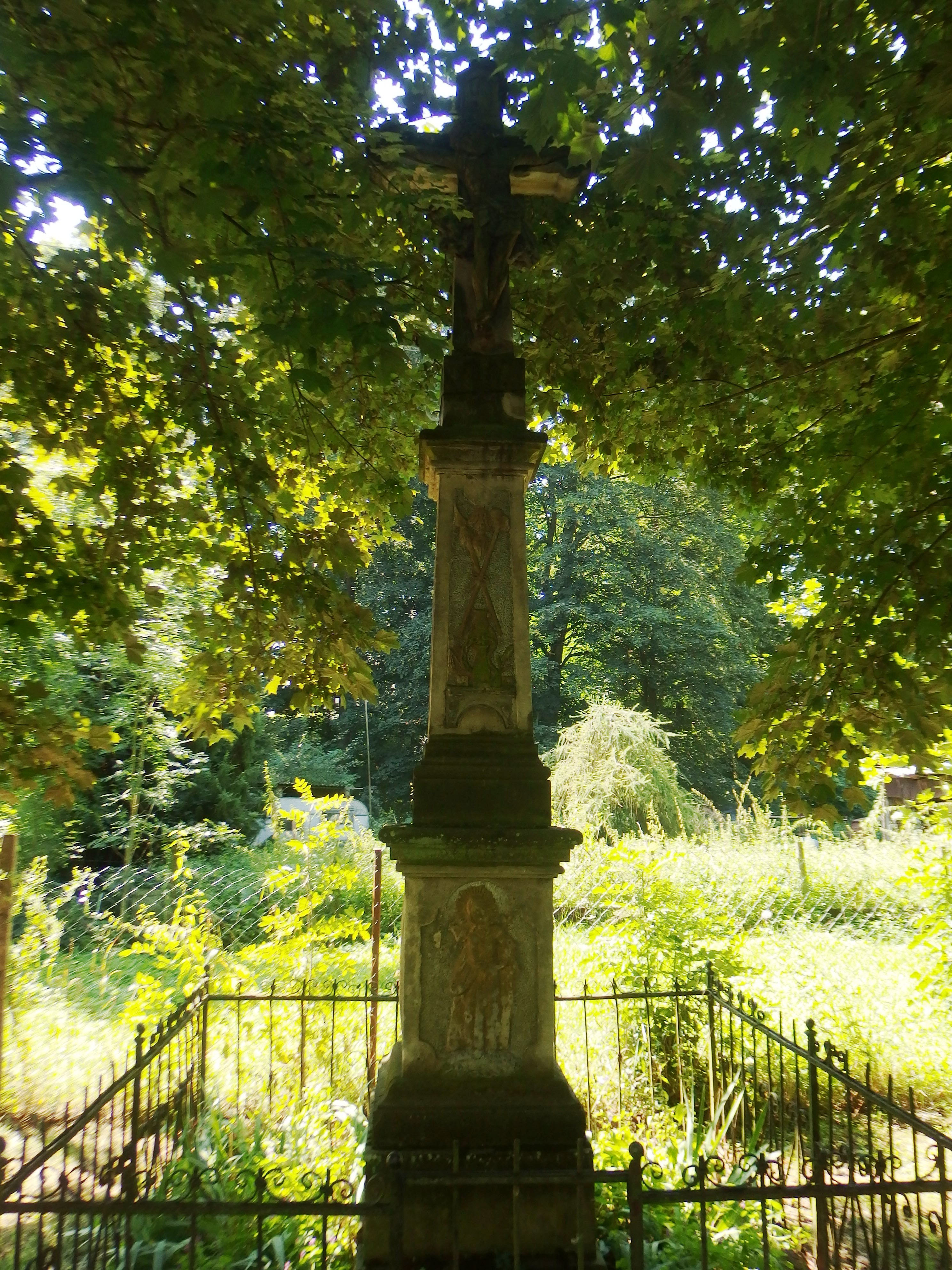
Typický statek
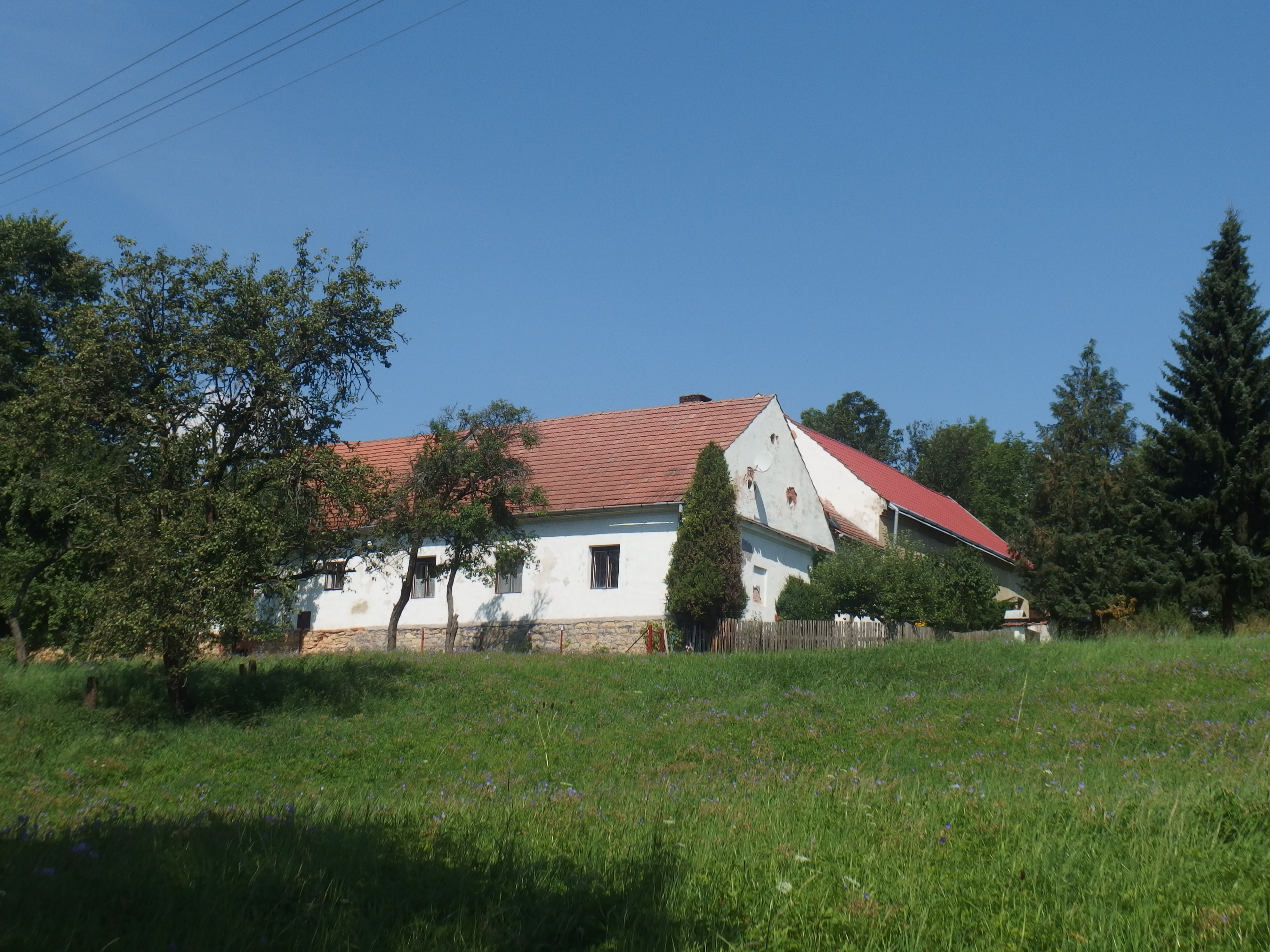
Usedlost č. p. 30